# Zalophus
Zalophus è un genere del sottordine Otariidae (leoni marini e otarie orsine) dell'ordine Carnivora. Comprende solamente tre specie, tra le quali una estintasi recentemente:
- Z. californianus: leone marino californiano[2]
- Z. japonicus: leone marino giapponese †[3]
- Z. wollenbecki: leone marino delle Galápagos[4]

## Galleria d'immagini

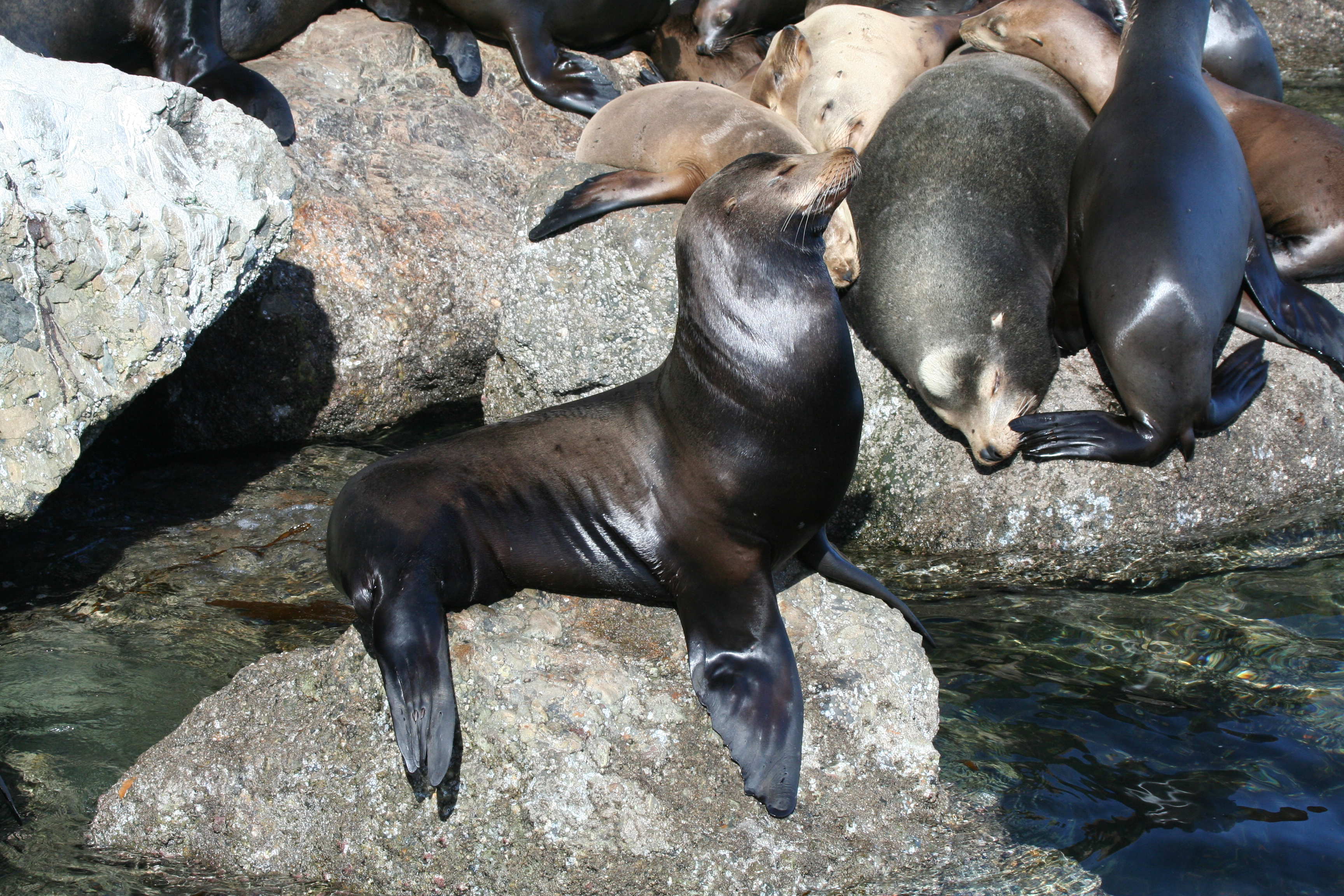
Leone marino californiano
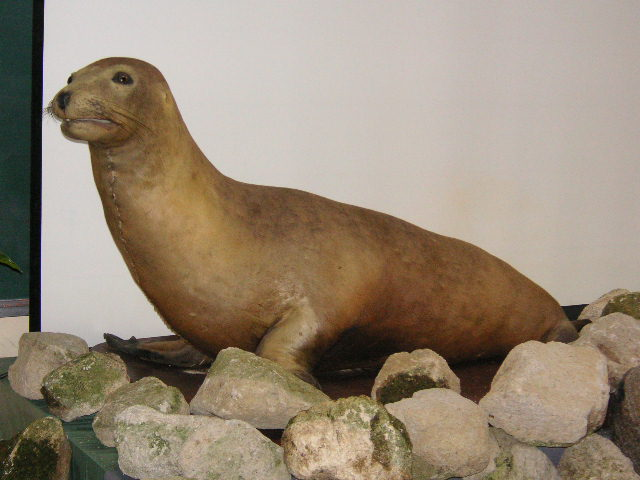
Leone marino giapponese
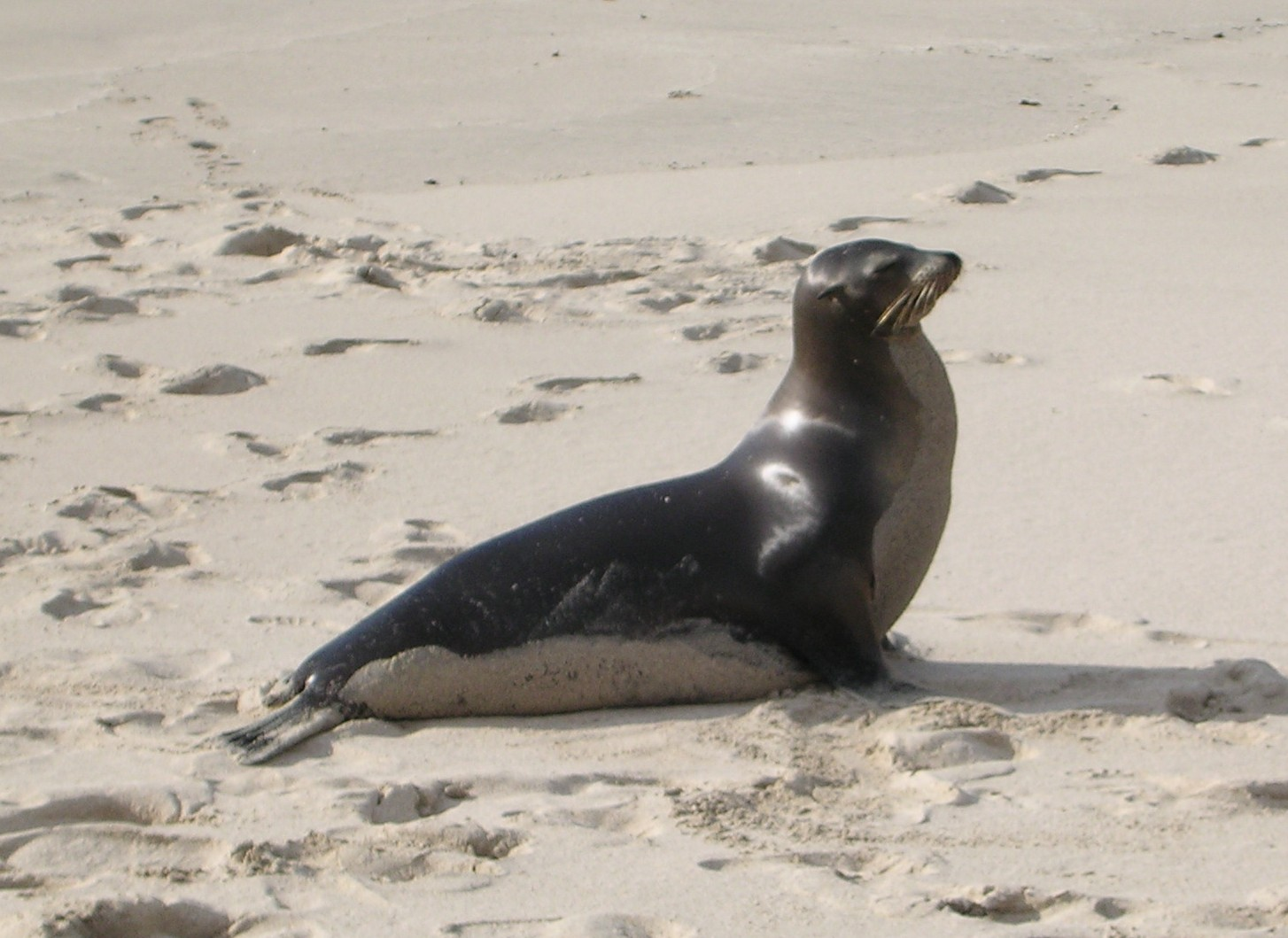
Leone marino delle Galápagos